# Ван, Джошуа
Джо́шуа Ва́н Ба́ви То́нг (англ. Joshua Van Bawi Thawng; род. 10 октября 2001, Хакха, Мьянма) — американский боец смешанных единоборств мьянманского происхождения. Выступает в наилегчайшей весовой категории под эгидой Ultimate Fighting Championship – первый представитель Мьянмы, подписанный организацией. Бывший чемпион организации Fury FC в наилегчайшем весе. Занимает 1 строчку официального рейтинга UFC в наилегчайшей весовой категории.

## Биография
Джошуа Ван родился на северо-западе Мьянмы в городе Хакха, штат Чин в семье с пятью детьми. Из-за военных действий и политических конфликтов в стране его семья переехала в Малайзию, когда Джошуа было десять лет. В 2013 году, в возрасте двенадцати лет, Ван с семьёй иммигрировал в Хьюстон, штат Техас, США в поисках новой лучшей жизни.

## Карьера в смешанных единоборствах

### Ранняя карьера
Ван дебютировал в профессиональных смешанных единоборствах в 2021 году. Он выступал исключительно под эгидой организации Fury Fighting Championship, где одержал 7 побед при 1 поражении. 
18 декабря 2022 года в главном бою турнира Fury FC 72 победил Кливленда Маклина удушающим приёмом сзади во втором раунде и завоевал пояс чемпиона Fury FC в наилегчайшем весе.

### Ultimate Fighting Championship
До дебюта в UFC был заявлен на бой с перуанцем Кевином Борхасом 8 августа 2023 года на шоу «Претендентская серия Дэйны Уайта» 2023 года, однако был снят с карда и заявлен на турнир UFC on ABC: Эмметт vs. Топурия, где 24 июня 2023 года дебютировал против Жалгаса Жумагулова. Ван победил казахстанского бойца раздельным решением судей.
Бой с Борхасом был перенесён и состоялся 11 ноября 2023 года на UFC 295, где Ван одержал победу единогласным решением судей.
13 января 2024 года на UFC Fight Night: Анкалаев vs. Уокер 2 вышел на замену украинцу Денису Бондарю и встретился с бразильцем Фелипе Бунесом. Ван победил техническим нокаутом во втором раунде.
6 апреля 2024 года должен был подраться с бразильцем Лукасом Рошей, заменив Джозе Джонсона на UFC Fight Night: Аллен vs. Кёртис 2, однако бой был отменён из-за травмы соперника.
1 июня 2024 года планировался бой с Су Мудаэрцзи на UFC 302, но в апреле китайский боец выбыл по неизвестной причине. Его должен был заменить японец Тацуро Таира, однако поединок был перенесён на UFC on ESPN: Перес vs. Таира 15 июня 2024 года, где Ван должен был встретиться с Тагиром Уланбековым. Бой был отменён на взвешивании: россиянин не уложился в лимит весовой категории и показал на весах 129,5 фунтов, превысив допустимую норму на 1,5 килограмма.
13 июля 2024 года на UFC on ESPN: Намаюнас vs. Кортес Ван провёл бой против американца Чарльза Джонсона и потерпел первое поражение в UFC, уступив нокаутом в третьем раунде.
14 сентября 2024 года на UFC 306 вышел на замену Кевину Борхасу и встретился с мексиканцем Эдгаром Чайресом. Ван победил единогласным решением судей.
7 декабря 2024 года на UFC 310 встретился с американцем Коди Дёрденом и вновь одержал победу единогласным решением.
8 марта 2025 года должен был встретиться с Бруно Силвой на UFC 313, однако бразилец снялся с боя. Его заменил победитель второго сезона турнира Road to UFC японец Рэй Цуруя. Ван победил единогласным решением.
Перенесённый бой с Бруно Силвой состоялся 7 июня 2025 года на UFC 316, где Ван победил техническим нокаутом в третьем раунде.
28 июня 2025 года Ван принял бой с бывшим претендентом на пояс в наилегчайшем весе Брэндоном Ройвалом на UFC 317, заменив травмированного португальца Манэла Капе. Ван победил единогласным решением судей, а бой был удостоен бонуса «Бой вечера». Ван и Ройвал нанесли суммарно 419 акцентированных ударов – это рекорд UFC по количеству значимых ударов в бою из трёх раундов и в наилегчайшем весе.

## Личная жизнь
Отец Джошуа скончался в 2017 году. По состоянию на июль 2025 года он живёт со своей матерью. Ван – христианин.

## Титулы и достижения

#### Fury Fighting Championship
- Чемпион Fury FC в наилегчайшем весе (один раз, бывший чемпион).

#### Ultimate Fighting Championship
- Бонус за «Бой вечера» (один раз) против Брэндона Ройвала.

#### UFC.com Awards
- Лучший бой первой половины 2025 года — против Брэндона Ройвала (по версии UFC.com).

## Статистика в профессиональном ММА
По данным Sherdog:
| Боёв 17  | Побед 15 | Поражений 2 |
| -------- | -------- | ----------- |
| Нокаутом | 7        | 1           |
| Сдачей   | 2        | 1           |
| Решением | 6        | 0           |

| Результат | Рекорд | Соперник         | Способ                            | Турнир                                | Дата             | Раунд | Время | Место                     | Примечание                                                   |
| --------- | ------ | ---------------- | --------------------------------- | ------------------------------------- | ---------------- | ----- | ----- | ------------------------- | ------------------------------------------------------------ |
| Победа    | 15-2   | Брэндон Ройвал   | Единогласное решение              | UFC 317                               | 28 июня 2025     | 3     | 5:00  | Лас-Вегас, Невада, США    | «Бой вечера» (1)                                             |
| Победа    | 14-2   | Бруно Силва      | Технический нокаут (удары)        | UFC 316                               | 7 июня 2025      | 3     | 4:01  | Ньюарк, Нью-Джерси, США   |                                                              |
| Победа    | 13-2   | Рэй Цуруя        | Единогласное решение              | UFC 313                               | 8 марта 2025     | 3     | 5:00  | Лас-Вегас, Невада, США    |                                                              |
| Победа    | 12-2   | Коди Дёрден      | Единогласное решение              | UFC 310                               | 7 декабря 2024   | 3     | 5:00  | Лас-Вегас, Невада, США    |                                                              |
| Победа    | 11-2   | Эдгар Чайрес     | Единогласное решение              | UFC 306                               | 15 сентября 2024 | 3     | 5:00  | Лас-Вегас, Невада, США    |                                                              |
| Поражение | 10-2   | Чарльз Джонсон   | Нокаут (удары)                    | UFC on ESPN: Намаюнас vs. Кортес      | 14 июля 2024     | 3     | 0:20  | Денвер, Колорадо, США     |                                                              |
| Победа    | 10-1   | Фелипе Бунес     | Технический нокаут (удары)        | UFC Fight Night: Анкалаев vs. Уокер 2 | 14 января 2024   | 2     | 4:31  | Лас-Вегас, Невада, США    |                                                              |
| Победа    | 9-1    | Кевин Борхас     | Единогласное решение              | UFC 295                               | 12 ноября 2023   | 3     | 5:00  | Нью-Йорк, США             |                                                              |
| Победа    | 8-1    | Жалгас Жумагулов | Раздельное решение                | UFC on ABC: Эмметт vs. Топурия        | 23 июня 2023     | 3     | 5:00  | Джексонвиль, Флорида, США | Дебют в UFC                                                  |
| Победа    | 7-1    | Кливленд Маклин  | Сдача (удушающий приём со стойки) | Fury FC 72                            | 18 декабря 2022  | 2     | 4:49  | Хьюстон, Техас, США       | Завоевал вакантный пояс чемпиона Fury FC в наилегчайшем весе |
| Победа    | 6-1    | Пэрис Моран      | Технический нокаут (удары)        | Fury FC 67                            | 14 августа 2022  | 2     | 0:36  | Хьюстон, Техас, США       |                                                              |
| Победа    | 5–1    | Марио Суазо      | Сдача (залом голени)              | Fury FC 62                            | 15 мая 2022      | 2     | 4:23  | Касл-Рок, Колорадо, США   |                                                              |
| Победа    | 4–1    | Анджело Трухильо | Нокаут (удар)                     | Fury FC 60                            | 25 апреля 2022   | 1     | 1:36  | Хьюстон, Техас, США       |                                                              |
| Победа    | 3–1    | Франциско Обандо | Технический нокаут (удары)        | Fury FC 57                            | 12 февраля 2022  | 1     | 3:08  | Хамбл, Техас, США         |                                                              |
| Поражение | 2–1    | Девон Джексон    | Сдача (удушающий приём сзади)     | Fury FC 55                            | 19 декабря 2021  | 2     | 4:58  | Хьюстон, Техас, США       |                                                              |
| Победа    | 2–0    | Чейз Истхэм      | Технический нокаут (удары)        | Fury FC 54                            | 22 ноября 2021   | 2     | 3:24  | Хьюстон, Техас, США       |                                                              |
| Победа    | 1–0    | Тони Эскуивел    | Технический нокаут (удары)        | Fury FC 52                            | 18 октября 2021  | 2     | 2:14  | Хьюстон, Техас, США       | Дебют в наилегчайшем весе ММА                                |